# Okręg wyborczy Barons Court
Okręg wyborczy Barons Court powstał w 1955 r. i wysyłał do brytyjskiej Izby Gmin jednego deputowanego. Okręg został zniesiony w 1974 r.

## Deputowani do brytyjskiej Izby Gmin z okręgu Barons Court
- 1955–1959: Thomas Williams, Partia Pracy
- 1959–1964: William Compton Carr, Partia Konserwatywna
- 1964–1974: Ivor Richard, Partia Pracy